# Boban Nikolov
Boban Nikolov (Štip, 28 de julio de 1994) es un futbolista macedonio que juega de centrocampista en el FK Borac Banja Luka de la Liga Premier de Bosnia y Herzegovina.

## Selección nacional
Nikolov debutó con la selección de fútbol de Macedonia del Norte el 29 de mayo de 2016 en un partido amistoso frente a la selección de fútbol de Azerbaiyán, mientras que el 24 de marzo de 2017 marcó su primer gol con el combinado nacional, y lo hizo frente a la selección de fútbol de Liechtenstein.
En mayo de 2021 fue convocado para participar en la Eurocopa 2020.

### Participaciones en Eurocopas
| Copa          | Sede   | Resultado    | Partidos | Goles |
| ------------- | ------ | ------------ | -------- | ----- |
| Eurocopa 2020 | Europa | Primera fase | 3        | 0     |

## Clubes
| Club                     | País                 | Año       |
| ------------------------ | -------------------- | --------- |
| F. C. Viitorul Constanța | Rumania              | 2012-2015 |
| F. K. Vardar             | Macedonia del Norte  | 2015-2017 |
| MOL Fehérvár F. C.       | Hungría              | 2018-2021 |
| U. S. Lecce              | Italia               | 2021      |
| F. C. Sheriff Tiraspol   | Moldavia             | 2021-2022 |
| FCSB                     | Rumania              | 2022-2023 |
| Kisvárda F. C.           | Hungría              | 2023-2024 |
| FK Borac Banja Luka      | Bosnia y Herzegovina | 2024-act. |

## Palmarés

### Títulos nacionales
| Título                                  | Club                   | País                | Año  |
| --------------------------------------- | ---------------------- | ------------------- | ---- |
| Supercopa de Macedonia del Norte        | F. K. Vardar           | Macedonia del Norte | 2015 |
| Primera División de Macedonia del Norte | F. K. Vardar           | Macedonia del Norte | 2016 |
| Primera División de Macedonia del Norte | F. K. Vardar           | Macedonia del Norte | 2017 |
| Nemzeti Bajnokság I                     | Videoton F. C.         | Hungría             | 2018 |
| Copa de Hungría                         | MOL Vidi F. C.         | Hungría             | 2019 |
| División Nacional de Moldavia           | F. C. Sheriff Tiraspol | Moldavia            | 2022 |
| Copa de Moldavia                        | F. C. Sheriff Tiraspol | Moldavia            | 2022 |